# Chilombo
Albums de Jhené Aiko
Trip (en)
(2017)
Singles
1. Triggered (Freestyle) (en)
Sortie : 8 mai 2019
2. None of Your Concern (en)
Sortie : 15 novembre 2019
3. Pussy Fairy (OTW) (en)
Sortie : 16 janvier 2020
4. Happiness Over Everything (H.O.E.)
Sortie : 26 février 2020

Chilombo est le troisième album studio de la chanteuse américaine Jhené Aiko. Il est sorti le 6 mars 2020 sous le label Def Jam.

## Accueil critique

### Distinctions
Chilombo est nommé dans les catégories de l'album de l'année et du meilleur album de R&B progressif lors de la 63e cérémonie des Grammy Awards.

## Accueil commercial
Aux États-Unis, Chilombo démarre en tête du Top R&B Albums dans le classement daté du 21 mars 2020. L'album s'est écoulé à 152 000 exemplaires durant sa première semaine d'exploitation, ce qui représente le meilleur démarrage pour un album de R&B d'une artiste féminine depuis Lemonade de Beyoncé en 2016. La même semaine, Chilombo est aussi deuxième du Billboard 200 et douze chansons de l'album se classent dans le Hot R&B Songs (en).

## Liste des pistes
| Édition standard | Édition standard                                                | Édition standard | Édition standard              | Édition standard | Édition standard | Édition standard | Édition standard | Édition standard | Édition standard |
| No               | Titre                                                           | Auteur | Producteur                    | Durée            |                  |                  |                  |                  |                  |
| ---------------- | --------------------------------------------------------------- | --- | ----------------------------- | ---------------- | ---------------- | ---------------- | ---------------- | ---------------- | ---------------- |
| 1.               | Lotus (Intro)                                                   | - Jhené Aiko Chilombo - Julian-Quán Việt Lê                                                                            | Lejkeys                       | 1:12             |                  |                  |                  |                  |                  |
| 2.               | Triggered (Freestyle) (en)                                      | - Jhené Aiko Chilombo - Brian Keith Warfield - Julian-Quán Việt Lê - Maclean Robinson - Ross James                     | - Fisticuffs - Lejkeys        | 3:30             |                  |                  |                  |                  |                  |
| 3.               | None of Your Concern (en) (featuring Big Sean)                  | - Jhené Aiko Chilombo - Sean Anderson - Brian Keith Warfield - Maclean Robinson                                        | Fisticuffs                    | 4:19             |                  |                  |                  |                  |                  |
| 4.               | Speak                                                           | - Jhené Aiko Chilombo - Brian Keith Warfield - Julian-Quán Việt Lê - Maclean Robinson                                  | - Fisticuffs - Lejkeys        | 3:05             |                  |                  |                  |                  |                  |
| 5.               | B.S. (en) (featuring H.E.R.)                                    | - Jhené Aiko Chilombo - Gabriella Wilson - Brian Keith Warfield - Maclean Robinson - Sean Anderson                     | Fisticuffs                    | 3:33             |                  |                  |                  |                  |                  |
| 6.               | Pussy Fairy (OTW) (en)                                          | - Jhené Aiko Chilombo - Julian-Quán Việt Lê - Micah Powell                                                             | - Fisticuffs - Lejkeys        | 3:41             |                  |                  |                  |                  |                  |
| 7.               | Happiness Over Everything (H.O.E.) (featuring Future et Miguel) | - Jhené Aiko Chilombo - Nayvadius Wilburn - Miguel Pimentel - Andre Benjamin - Brian Keith Warfield - Maclean Robinson | Fisticuffs                    | 3:08             |                  |                  |                  |                  |                  |
| 8.               | One Way St. (featuring Ab-Soul)                                 | - Jhené Aiko Chilombo - Julian-Quán Việt Lê                                                                            | Lejkeys                       | 2:54             |                  |                  |                  |                  |                  |
| 9.               | Define Me (Interlude)                                           | Jhené Aiko Chilombo | Jhené Aiko                    | 1:49             |                  |                  |                  |                  |                  |
| 10.              | Surrender (featuring Dr. Chill)                                 | - Jhené Aiko Chilombo - Kharamo Chilombo - Brian Keith Warfield - Maclean Robinson                                     | Fisticuffs                    | 4:18             |                  |                  |                  |                  |                  |
| 11.              | Tryna Smoke                                                     | - Jhené Aiko Chilombo - Micah Powell                                                                                   | - Micah Powell - Heavy Mellow | 4:30             |                  |                  |                  |                  |                  |
| 12.              | Born Tired                                                      | - Jhené Aiko Chilombo - Brian Keith Warfield - Maclean Robinson                                                        | Fisticuffs                    | 3:15             |                  |                  |                  |                  |                  |
| 13.              | Love                                                            | - Jhené Aiko Chilombo - Brian Keith Warfield - Julian-Quán Việt Lê - Maclean Robinson                                  | - Fisticuffs - Lejkeys        | 2:36             |                  |                  |                  |                  |                  |
| 14.              | 10k Hours (featuring Nas)                                       | - Jhené Aiko Chilombo - Nasir Jones - Julian-Quán Việt Lê                                                              | Lejkeys                       | 4:18             |                  |                  |                  |                  |                  |
| 15.              | Summer 2020 (Interlude)                                         | - Jhené Aiko Chilombo - Julian-Quán Việt Lê                                                                            | Lejkeys                       | 1:46             |                  |                  |                  |                  |                  |
| 16.              | Mourning Doves                                                  | - Jhené Aiko Chilombo - Julian-Quán Việt Lê                                                                            | Lejkeys                       | 2:48             |                  |                  |                  |                  |                  |
| 17.              | Pray for Love                                                   | - Jhené Aiko Chilombo - Julian-Quán Việt Lê                                                                            | Lejkeys                       | 1:40             |                  |                  |                  |                  |                  |
| 18.              | Lightning & Thunder (featuring John Legend)                     | - Jhené Aiko Chilombo - John Stephens - Brian Keith Warfield - Julian-Quán Việt Lê - Maclean Robinson                  | - Fisticuffs - Lejkeys        | 4:30             |                  |                  |                  |                  |                  |
| 19.              | Magic Hour                                                      | - Jhené Aiko Chilombo - Julian-Quán Việt Lê                                                                            | Lejkeys                       | 3:16             |                  |                  |                  |                  |                  |
| 20.              | Party for Me (West Coast Version) (featuring Ty Dolla Sign)     | - Jhené Aiko Chilombo - Tyrone Griffin, Jr. - Julian-Quán Việt Lê                                                      | Lejkeys                       | 3:28             |                  |                  |                  |                  |                  |
| 63:34            |                                                                 | |                               |                  |                  |                  |                  |                  |                  |

## Classements hebdomadaires
| Classement (2020)                   | Meilleure position |
| ----------------------------------- | ------------------ |
| Australie (ARIA)                    | 29                 |
| Belgique (Flandre Ultratop)         | 118                |
| Canada (Canadian Albums)            | 7                  |
| États-Unis (Billboard 200)          | 2                  |
| États-Unis (Album Sales)            | 2                  |
| États-Unis (Top R&B Albums)         | 1                  |
| États-Unis (Top R&B/Hip-Hop Albums) | 2                  |
| France (SNEP)                       | 102                |
| Nouvelle-Zélande (RIANZ)            | 23                 |
| Pays-Bas (Mega Album Top 100)       | 40                 |
| Royaume-Uni (UK Albums Chart)       | 13                 |
| Suisse (Schweizer Hitparade)        | 72                 |